# 心之眼劇院
心之眼劇院(Mind's Eye Theatre)是根據白狼遊戲出版的黑暗世界為基礎的臨場動態角色扮演遊戲(Live Action Role Playing Game，LARP)。
最初于吸血鬼之避世潜藏有相同主題和設定，随后加入了吸血鬼之安魂挽歌设定，后续包括狼人之乐园弃逐、法师之沉梦初醒、换生灵之迷途失返
心之眼劇院著名於長延伸的情節線和在其他遊戲中缺乏的特化角色深度。
第一二作的衝突與技能挑戰是由剪刀石頭布來判定，之后由抽牌决定。
此作的規則兼顧了遊戲進行和玩家安全。

## 外部連結
- 白狼的MET官方網頁
- 奇幻修士會的規則說明 （页面存档备份，存于）
- 新版修訂概述 （页面存档备份，存于）